# 東華三院郭一葦中學

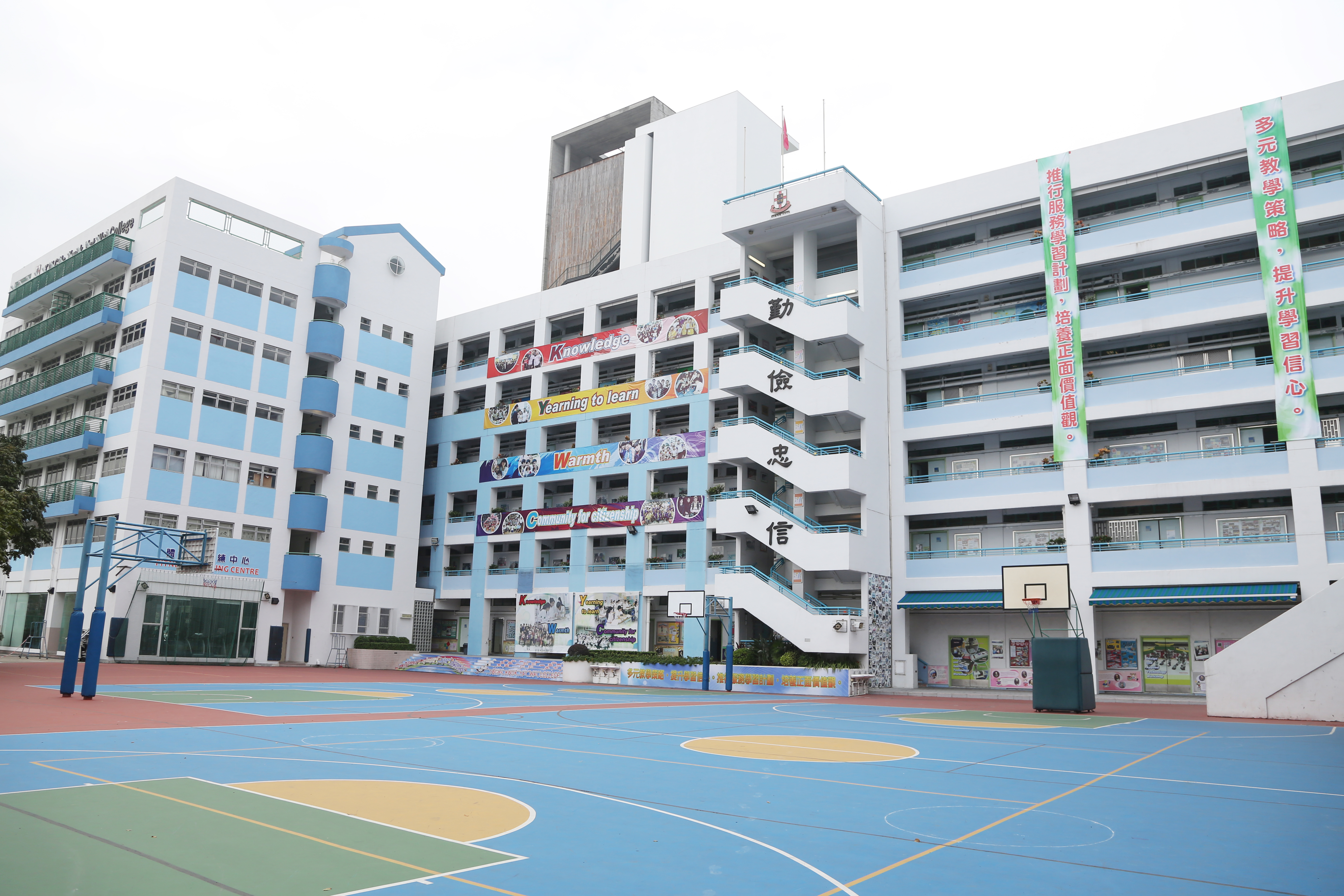
東華三院郭一葦中學校舍及多用途球場

東華三院郭一葦中學（英語：Tung Wah Group of Hospitals Kwok Yat Wai College）是香港一所全日制政府津貼男女中學，位於新界元朗區屏山聚星路三號，毗鄰港鐵屯馬綫天水圍站及屏山天水圍文化康樂大樓，為東華三院創立的第14所學校，開辦中一至中六班級。

## 歷史
學校於1995年創辦，為一所政府津貼全日制男女中學，獲郭一葦先生家族慨捐鉅款而命名。此校初期為工業中學，於1997年因應政府取消工業中學政策而改為文法中學，並將校名內「職業先修」字樣刪除。
學校面積約6,500平方米。除了常規課室，學校亦因應課程的發展而設置不同的特別室，其中包括STEAM實驗室、食物科技室、英語自學中心、設計及應用科技工場、視覺藝術室、物理實驗室、圖書館、企業會計與財務概論專室、校園電視台、資訊科技創作室、多媒體學習室、電腦學習室、音樂室、綜合科學實驗室、化學實驗室、體適能訓練中心及家長教師會資源中心等，另外更設有英語咖啡閣及環保廚房，為學生提供多元學習及發展的機會。
學校自1997年開始推行校本管理，並於1998年成立諮詢議會，以諮詢及監察學校運作。成員包括校董、教師、家長及獨立人士，2000年註冊成立家長教師會。因應《2004年教育(修訂)條例》的實施，本校於2006年2月1日成立法團校董會，進一步落實校本管理。法團校董會成員包括辦學團體代表、校長、教師、家長、校友及獨立人士。法團校董會每年召開三次會議，共同制訂學校的發展項目，審批財政預算、人事安排及檢討工作成效，透過各主要持分者參與決策，提高學校管理的透明度及問責性，以促進學校的持續發展。

## 歷任校長
1. 魏錦圖先生（1995-2006）
2. 羅文彪先生（2006-2014，由明愛沙田馬登基金中學轉職，後為樂善堂梁銶琚書院校長）
3. 何世昌先生（2014-2022）
4. 文可為先生（2022至今）

## 外部連結
- 東華三院 （页面存档备份，存于）
- 郭一葦先生家族 （页面存档备份，存于）
- 最新消息
- 傳媒報導 （页面存档备份，存于）
- 傳媒報導 （页面存档备份，存于）
- 中學概覽 （页面存档备份，存于）